# Championnats des îles Caïmans de cyclisme sur route
Les championnats des îles Caïmans de cyclisme sur route sont les championnats nationaux de cyclisme sur route organisés par la Fédération des îles Caïmans britanniques de cyclisme.

## Résultats

### Podiums de la course en ligne
| Année | Vainqueur       | Deuxième          | Troisième        |
| ----- | --------------- | ----------------- | ---------------- |
| 2010  | Johan Heath     | Ray Welds         | Jerome Ameline   |
| 2011  | Marius Deysel   | Barry Jones       | Jacob Luttermann |
| 2012  | Michele Smith   | Marius Deysel     | Steve Abbott     |
| 2014  | Pedro López     | Michele Smith     | Marius Deysel    |
| 2015  | Pedro López     | Andy Teixeira     | Mark Macinas     |
| 2016  | Pedro López     | Jerome Ameline    |                  |
| 2017  | Michael Testori | Jerome Ameline    | Steve Evans      |
| 2018  | Michael Testori |                   |                  |
| 2019  | Jerome Ameline  | Steve Evans       |                  |
| 2022  | Kevin Connolly  | Andrew McLaughlin | Chris Bodden     |
| 2023  | Michael Testori | Victor Magalhaes  | Kevin Connolly   |
| 2024  | Chris Bodden    |                   |                  |
| 2025  | Michael Testori |                   |                  |

### Podiums du contre-la-montre
| Année | Vainqueur        | Deuxième         | Troisième       |
| ----- | ---------------- | ---------------- | --------------- |
| 2009  | Jerome Ameline   | Jasper Mikkelsen | Eugene Bonthuys |
| 2010  | Steve Abbott     | Jerome Ameline   | Johan Heath     |
| 2011  | Steve Abbott     | Patrick Smith    | Chris Sutton    |
| 2012  | Steve Abbott     | Michele Smith    | Jerome Ameline  |
| 2013  | Michele Smith    | Johan Heath      | Steve Abbott    |
| 2014  | Michele Smith    | Jerome Ameline   | Pedro López     |
| 2015  | Jerome Ameline   | Michele Smith    |                 |
| 2016  | Jerome Ameline   | Michele Smith    | David Cooke     |
| 2017  | Jerome Ameline   | Michele Smith    |                 |
| 2018  | Patrick Harfield |                  |                 |
| 2019  | Patrick Harfield | Jerome Ameline   | Gabe Rabess     |
| 2022  | Kevin Connolly   |                  |                 |
| 2023  | Michael Testori  | Victor Magalhaes | Kevin Connolly  |
| 2024  | Victor Magalhaes |                  |                 |
| 2025  | Chris Bodden     |                  |                 |

### Podiums de la course en ligne féminine
| Année | Vainqueur   | Deuxième | Troisième |
| ----- | ----------- | -------- | --------- |
| 2019  | Laura Hicks |          |           |

### Podiums du contre-la-montre féminin
| Année | Vainqueur     | Deuxième | Troisième |
| ----- | ------------- | -------- | --------- |
| 2019  | Alyssa Dodson |          |           |

### Podiums de la course en ligne espoirs
| Année | Vainqueur        | Deuxième | Troisième |
| ----- | ---------------- | -------- | --------- |
| 2022  | Nathaniel Forbes |          |           |
| 2023  | Lewis Bromby     |          |           |

### Podiums du contre-la-montre espoirs
| Année | Vainqueur        | Deuxième | Troisième |
| ----- | ---------------- | -------- | --------- |
| 2022  | Nathaniel Forbes |          |           |
| 2023  | Lewis Bromby     |          |           |
| 2024  | Nathaniel Forbes |          |           |

### Podiums de la course en ligne masters
| Année | Vainqueur      | Deuxième       | Troisième      |
| ----- | -------------- | -------------- | -------------- |
| 2019  | Edward Harper  | Laurent Weber  | David Cooke    |
| 2022  | Jerome Ameline | Mario Sanchez  | Jeremy Solomon |
| 2023  | Jeremy Solomon | Jerome Ameline | Andy Teixeira  |
| 2024  | John Thompson  |                |                |

### Podiums du contre-la-montre masters
| Année | Vainqueur      | Deuxième    | Troisième     |
| ----- | -------------- | ----------- | ------------- |
| 2019  | Gabe Rabess    | David Cooke | Laurent Weber |
| 2022  | Jerome Ameline |             |               |
| 2023  | Jerome Ameline |             |               |
| 2024  | Jeremy Solomon |             |               |

### Podiums de la course en ligne juniors
| Année | Vainqueur        | Deuxième | Troisième |
| ----- | ---------------- | -------- | --------- |
| 2019  | Nathaniel Forbes |          |           |
| 2023  | Lewis Bromby     |          |           |